# آندرادیت
آندرادیت  (به انگلیسی: Andradite) با فرمول شیمیایی Ca3Fe2(3+)[SiO4]3 از مجموعه کانی هاست و خواص فیزیکی و شیمیایی آندرادیت شبیه گروناست از نام کانی‌شناس برزیلی J.B.Andrade گرفته شده‌است. گاه حاوی Ti می‌باشد. (Schorlomite) متغیر - برای ایزومورف‌های مرتبه بالای آن عناصر Mg- Fe - Ca- Al- V -Cr -Zr -Ti -Mn - Y در کانی‌ها به صورت اولیه یافت می‌شوند. ملانیت) برای اولین بار در رومانی کشف شد و از نظر شکل بلور: پهن و کوتاه - فلسی، رنگ: بی رنگ - زرد سبز (انواع توپازیت)-سبز-سبز تیره (انواع دمانتوئید) - قهوه‌ای سیاه(انواع، شفافیت: غیر شفاف - شفاف و در رده‌بندی سیلیکات است.
کاربرد آن: برش بعضی انواع آن به عنوان سنگ زینتی مصرف می‌شود.، از نظر ژیزمان تقریباًَ کمیاب است و بیشتر در آلمان، سوئیس، ایتالیا، لهستان، روسیه، کانادا و آمریکا یافت می‌شود.